# Al-Balad

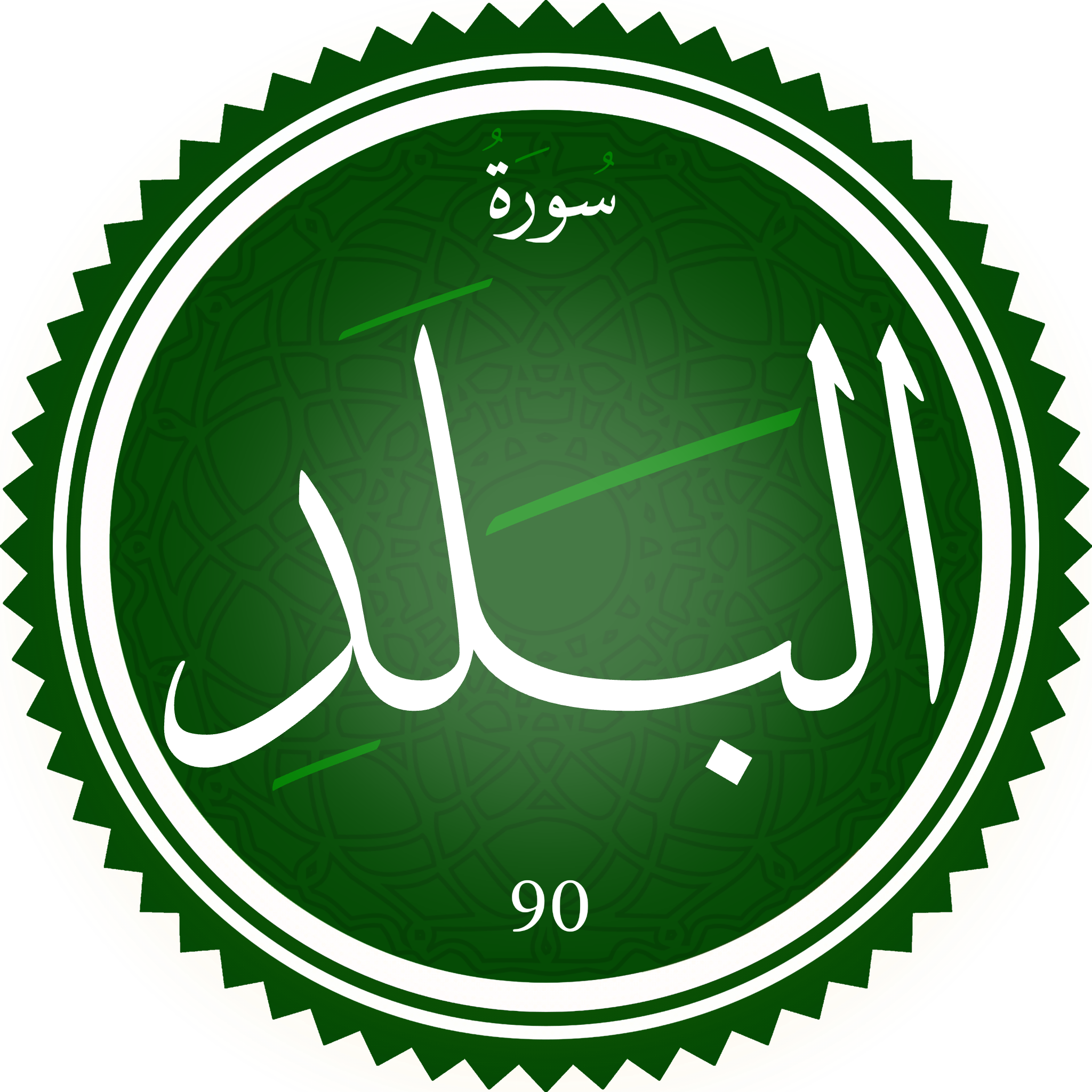
Sura al-Balad.

Al-Balad (arabiska: البلد al-balad, "Landet") är den nittionde suran i Koranen med 20 verser (ayah). Suran är som en varning till den som "envist framhärdar i att förneka Våra [Allahs] budskap" (vers 19) och som inte gör sig någon brådska att slå in på den väg som "bär brant uppför" (till Jannah, vers 11). Den handlar även om tålamod och medkänsla bland de troende, muslimerna.